# Pic de l'Estany de Contraix
El Pic de l'Estany de Contraix és una muntanya que es troba en el terme municipal de la Vall de Boí, a la comarca de l'Alta Ribagorça, i dins del Parc Nacional d'Aigüestortes i Estany de Sant Maurici.

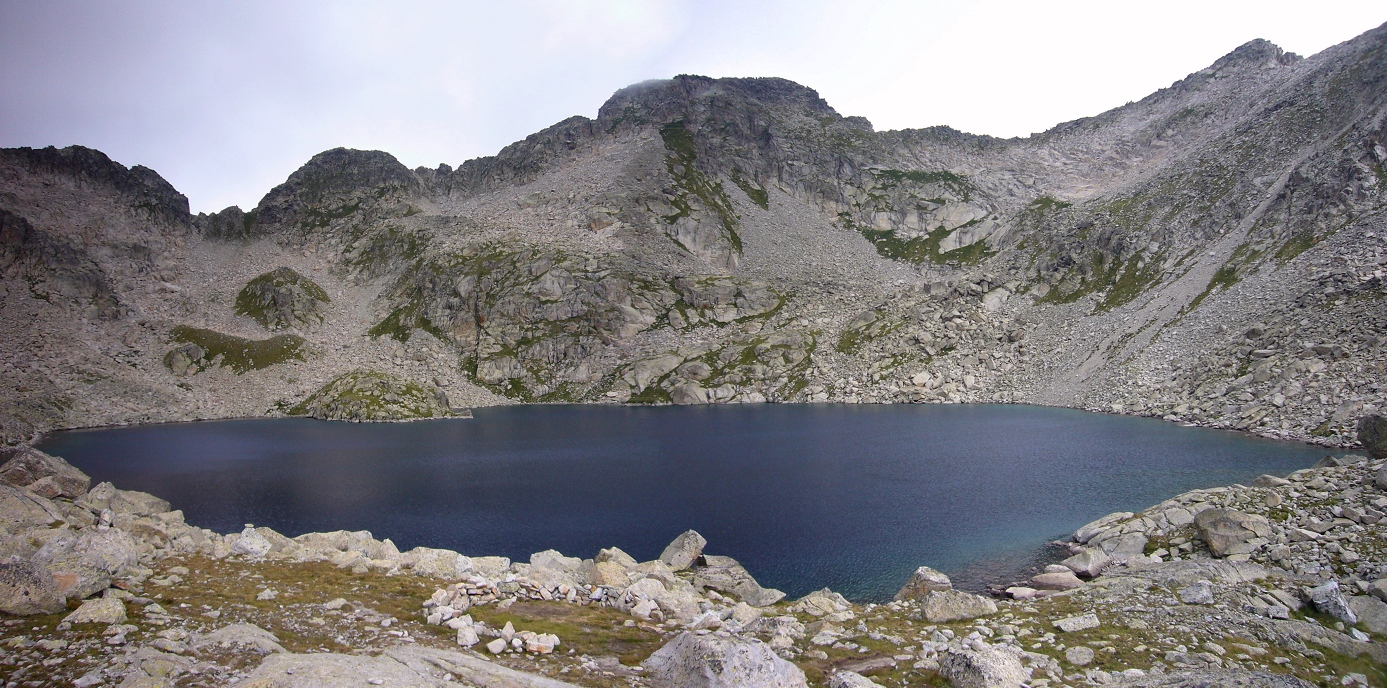
Estany de Contraix, Collet de Contraix, Pic de l'Estany de Contraix i la Creu de Colomèrs.

El pic, de 2.893 metres, s'alça a la carena que separa la Vall de Colieto (N) i la Vall de Contraix (S); amb la Creu de Colomèrs a l'est i el Collet de Contraix al sud-oest.

## Rutes[2]
- Per la Vall de Colieto, des del Refugi Joan Ventosa i Calvell: abandonant el tàlveg de la vall al sud del Bony dels Estanyets de Colieto i seguint direcció est, fins a trobar l'Estany Tort de Colieto, i buscar finalment el coll que uneix el cim amb la Creu de Colomèrs.
- Per la Vall de Contraix, des del Refugi d'Estany Llong: des de l'Estany de Contraix cal anar a buscar el coll que uneix el cim amb la Creu de Colomèrs.